# Sfântu Gheorghe
Sfântu Gheorghe (en romanès: [ˈsfɨntu ˈɡe̯orɡe]; en hongarès: Sepsiszentgyörgy o Szentgyörgy [ˈʃɛpʃisɛɲɟørɟ] (ídix: סנט דזשארדזש; en anglès: Saint George) és la capital del comtat de Covasna (Romania). Situat a la part central del país i a la regió històrica de Transsilvània, es troba al riu Olt en una vall entre les muntanyes de Baraolt i les muntanyes de Bodoc. La ciutat administra dos pobles, Chilieni (Kilyén) i Coșeni (Szotyor).

## Demografia
La majoria dels habitants de la ciutat són hongaresos. En el cens de 2011, 41.233 (74%) dels 56.006 habitants de la ciutat es van classificar com a hongaresos, 11.807 (21%) com a romanesos, 398 (0,7%) com a gitanos i 2.562 com a altres ètnies o sense informació. El 74% tenia l'hongarès com a primera llengua i el 21% el romanès.

## Història
Sfântu Gheorghe és una de les ciutats més antigues de Transsilvània, el primer assentament es va documentar el 1332. La ciutat pren el nom de Sant Jordi, el patró de l'església local. Històricament, també era conegut en alemany com Sankt Georgen. El prefix "sepsi" (sebesi → sepsi, que significa "de Sebes") fa referència a la zona que els avantpassats de la població local de Székely havien habitat abans d'establir-se a la zona de la ciutat. La zona anterior del seu assentament era al voltant de la ciutat de "Sebes" (ara: Sebeș) que més tard es va poblar principalment per saxons de Transsilvània.
Tot i que formava part del Regne d'Hongria, la ciutat era el centre econòmic i administratiu del comtat hongarès d'Háromszék, que abastava l'actual comtat de Covasna i parts del comtat de Brașov. A la segona meitat del segle xix, Sepsiszentgyörgy va ser testimoni del desenvolupament de la indústria lleugera, és a dir, es va construir una fàbrica tèxtil i una fàbrica de cigarrets. Va passar a formar part del Regne de Romania després del Tractat del Trianon el 1920, després del final de la Primera Guerra Mundial. Després del Segon Premi de Viena el 1940, la ciutat va passar sota control hongarès durant quatre anys. Cap al final d'aquest període, el gueto de Sfântu Gheorghe va existir breument a la ciutat. Al final de la Segona Guerra Mundial, els Tractats de Pau de París van reafirmar la ciutat i la totalitat de Transsilvània com a territori romanès. Entre 1952 i 1960 va ser la ciutat més al sud de la Regió Autònoma Magyar, i entre 1960 i 1968 va formar part de la Regió de Brașov, abolida el 1968 quan Romania es va reorganitzar en funció de comtats més que de regions.
Sfântu Gheorghe és un dels centres per al poble de Székely a la regió coneguda per ells com Székelyföld en hongarès, que significa "Terra Székely", i és la seu del Museu Nacional Székely. La ciutat acull dues fires de mercat cada any.

## Punts d'interès
- Església fortificada: construïda al segle xiv en estil gòtic.
- Palau de Beör: construït al segle xix en estil neoclàssic.
- Arxiu de l'Estat, antiga seu dels batallons d'Hússars.
- Biblioteca del comtat construïda el 1832 com a seu del consell del comtat.
- Teatre utilitzat de 1854 a 1866 com a ajuntament.
- El basar del mercat construït el 1868, amb una torre del rellotge construïda el 1893.
- Museu Nacional Székely, fundat el 1875.

## Economia
La indústria predominant a la ciutat és la indústria tèxtil. La ciutat té capacitats de producció infrautilitzades, com ara una fàbrica de peces de transmissió i caixes de canvi d'automòbils reduïda (IMASA SA) i una fàbrica de tabac (TIGARETE SA).
El sector de serveis conté àrees en creixement com els serveis informàtics amb ROMARG SRL, el principal proveïdor de registre de dominis i allotjament web a Romania, amb la seva seu aquí.

## Esports
El principal esport de la ciutat és el futbol. La ciutat té un equip de futbol masculí anomenat ACS Sepsi OSK Sfântu Gheorghe (Sepsiszentgyörgyi OSK). La temporada 2016-2017 l'equip va ascendir des de la 2a Divisió i actualment juga a la 1a Divisió romanesa.

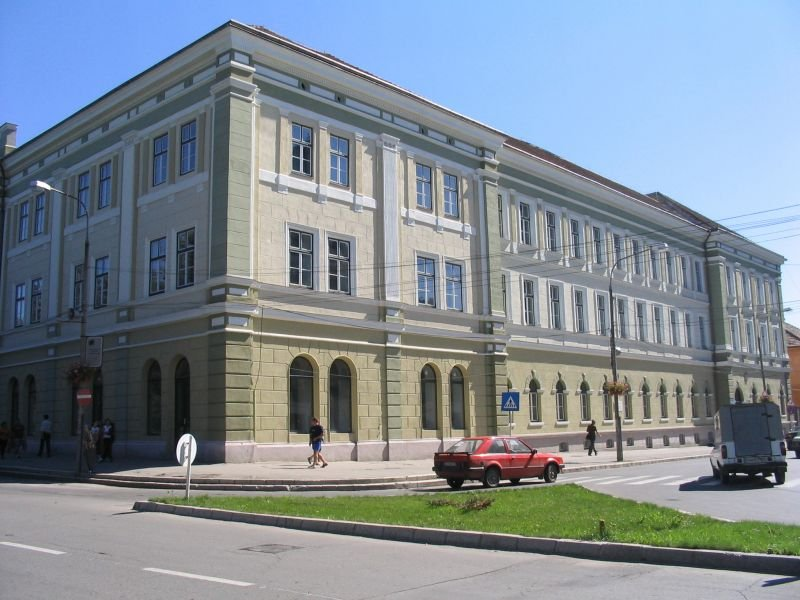
L'edifici principal de l'institut Mikó

La ciutat també té un equip femení de bàsquet anomenat ACS Sepsi SIC. Sepsi-SIC ha guanyat el Campionat de Romania la temporada 2016, 2017 i 2018.
- La temporada 2007/2008 l'equip ha acabat en 2a posició de la temporada regular, i ha perdut la final (2-3) davant el BC ICIM Arad, però guanya la Copa de Romania.
- La temporada 2008/2009 l'equip va acabar en la 3a posició després de la temporada regular i va perdre a la final (0-3) contra el MCM Târgoviste.
- La temporada 2008/2009 LMK Sepsi BC va jugar a la FIBA EuroCup Women. A l'Eurocopa Femenina 2008–09, l'equip va quedar empatat al grup B amb el Dynamo Kursk (Rússia), Bnot Hasharon (Israel) i Challes-les-Eaux (França). Van acabar, en 3r lloc, amb 3 victòries i 3 derrotes. A la setzena de final s'enfronten al Cras Basket Taranto (Itàlia) i han perdut els dos partits.
- LMK Sepsi BC participa a l'EuroCup Women 2009–10 i va ser sortejat al grup G amb el Dynamo Moscow, l'Hapoel Hatikva Tel-Aviv i el Dunav Econt Rousse. Van acabar, en 3r lloc, amb 2 victòries i 4 derrotes. A la setzena de final es van enfrontar al Mann Filter Zaragoza i van perdre els dos partits.
- La temporada 2009/2010 l'equip va acabar en 2a posició després de la temporada regular, però va perdre a les semifinals del play-off contra el BC ICIM Univ. Vasile Goldis Arad (1-2). Van acabar en la 3a posició superant el CSM Satu Mare (2-0) i van guanyar les medalles de bronze al Campionat de Romania i també a la Copa de Romania.
- La temporada 2010/2011 l'equip va acabar en 3a posició després de la temporada regular, va perdre a les semifinals del play-off contra el BC ICIM Univ. Vasile Goldis Arad (1–2). Van acabar, en 3r lloc, superant el BCM Danzio Timișoara (2–0) i van guanyar les medalles de bronze al Campionat de Romania i també a la Copa de Romania.

La temporada 2015-2016 el club guanya la Copa de Romania i per primera vegada va guanyar el Campionat de Romania a la Final CSU Alba Iulia (3-0).
La ciutat també té un equip de futbol sala que juga a la Primera Divisió romanesa. El nom de l'equip és Futsal Club Sfântu Gheorghe (Sepsiszentgyörgyi Futsal Club).

## Cultura
L'artista hongarès Jenő Gyárfás va néixer allà i va ser resident de tota la vida. El seu antic estudi és ara una galeria d'art i una sala d'exposicions.

## Educació
- Institut Puskás Tivadar
- Institut Székely Mikó
- Escola secundària Mikes Kelemen
- Col·legi Nacional Mihai Viteazul
- Institut d'Art Plugor Sandor
- Escola Váradi József